# 杨肇燫
杨肇燫（1898年8月20日—1974年4月11日），字季璠，四川潼南人，中国物理学家、教育家、翻译家、政治人物，九三学社中央委员会常务委员。他对中国物理学名词审定做出重要贡献。